# 笹間村 (静岡県)

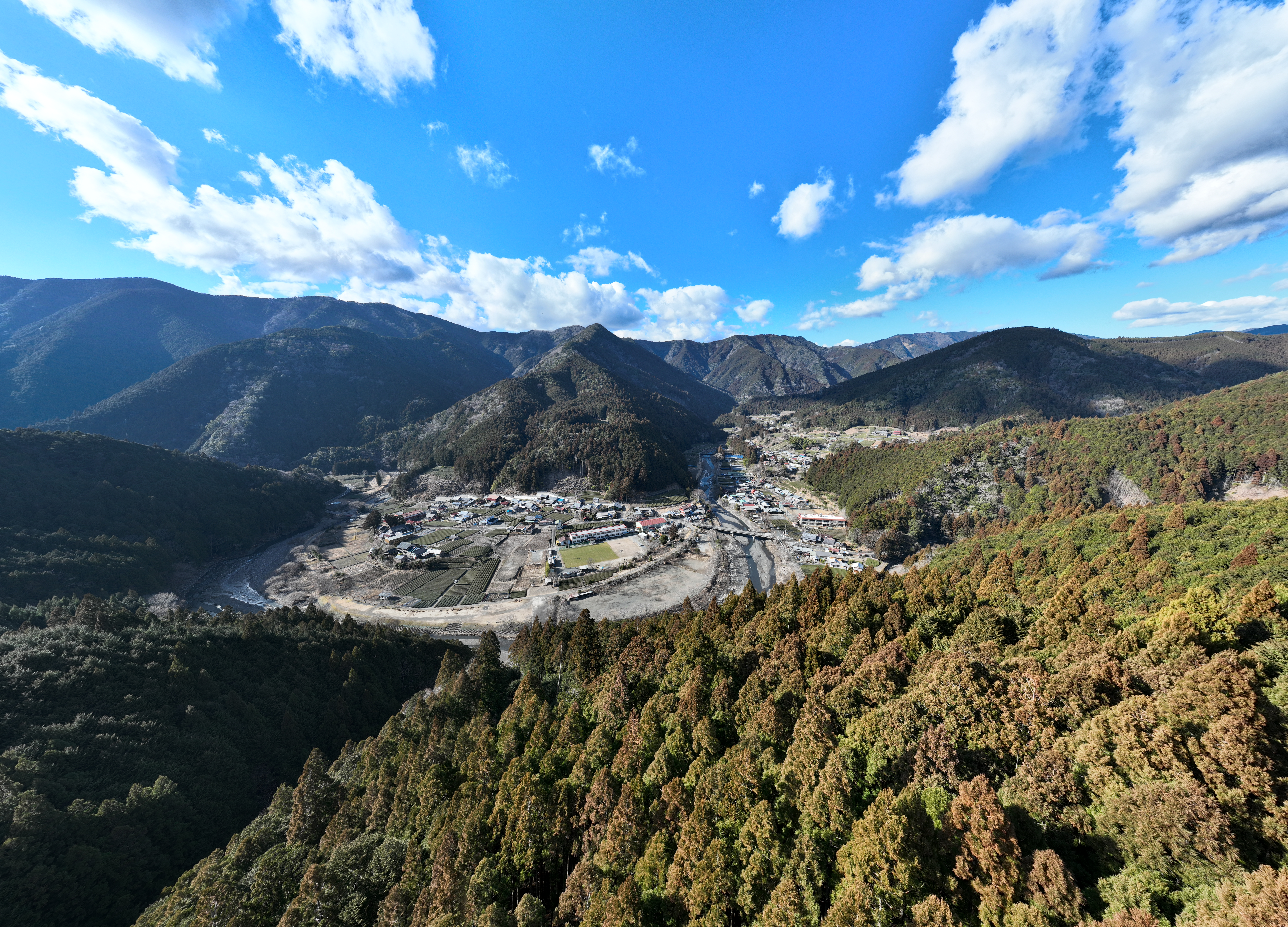
2023年2月時点の笹間地区

笹間村（ささまむら）は静岡県志太郡にあった村。
大井川の支流・笹間川流域の村落を中心に形成されていた。ただし、大井川合流部の笹間渡（旧伊久身村）を除く。

## 歴史
- 1889年（明治22年）10月1日 - 志太郡笹間上村、笹間下村が合併し、笹間村として村制施行。
- 1955年（昭和30年）2月26日 - 榛原郡下川根村に編入。
  - 4月1日 - 笹間下の一部（笹間川支流の大平川、伊久美川支流の大森沢流域の村落）を島田市に分割編入。
- 2008年（平成20年）4月1日 - 川根町が島田市に編入。

笹間上、笹間下は島田市川根町笹間上、島田市川根町笹間下に、笹間下上河内（身成川上流）は島田市川根町上河内に地名変更。